# Székely György (labdarúgó)
Székely György (Budapest, 1995. június 2. –) magyar korosztályos válogatott labdarúgó, jelenleg az 1860 München játékosa.

## Pályafutása
1999-ben a Budapest Honvédban kezdte a pályafutását, ahonnan tizenegy évesen átment a Goldballhoz, majd onnan igazolt Németországba. Ott először két kisebb klubban játszott, aztán tizennégy éves korában a családjával Magyarországra költözött. Egy évet töltött a Sándor Károly Labdarúgó Akadémián, és tizenhat évesen visszatért Németországba az 1860 München akadémiájához, ahol három és fél évet védett az utánpótláscsapatokban. 2015 januárjában a magyar NB III-as Újbuda FC-hez igazolt. Júliusban az első osztályú Pakshoz igazolt. A tolnai csapat színeiben nyolc élvonalbeli bajnokin lépett pályára, 2017 júniusában azonban felbontották a szerződését.
2018 januárjában a német negyedosztályban szereplő TSV Schott Mainz játékosa lett. Április 28-án mutatkozott be az 1. FC Saarbrücken elleni negyedosztályú bajnoki mérkőzésen, amit a vendégek nyertek meg 3–1-re. A szezon folyamán még két bajnokin kapott lehetőséget, majd távozott. 2018 júliusában visszatért a TSV 1860 München csapatához és a klub második csapatának lett a játékosa.
2022 áprilisában súlyosan megsérült, Achilles-ín szakadással is meg kellett műteni, ezt követően pedig nem hosszabbította meg a lejáró szerződését, hanem befejezte pályafutását.
Visszavonulása után az 1860 utánpótlásában lett edző. 2022 júliusában a  Regionalligában szereplő FC Pipinsried kapusedzője lett. 2022 novemberéig állt a klub alkalmazásában.

## A válogatottban
Részt vett a magyar U19-es labdarúgó-válogatott tagjaként a hazai rendezésű 2014-es U19-es labdarúgó-Európa-bajnokságon. A magyar U20-as labdarúgó-válogatott tagjaként részt vett a 2015-ös U20-as labdarúgó-világbajnokságon.